# BARREL
Balloon Array for Radiation-Belt Relativistic Electron Losses (BARREL, a veces llamado Balloon Array para RBSP Relativistic Electron Losses) fue una misión de la NASA operada en Dartmouth College que trabajó con la misión Van Allen Probes (anteriormente conocida como Radiation Belt Storm Probes, o RBSP, misión). El proyecto BARREL lanzó una serie de globos a gran altitud durante cuatro campañas científicas: enero-febrero de 2013 en la Antártida, diciembre de 2013-febrero de 2014 en la Antártida, agosto de 2015 en Suecia y agosto de 2016 en Suecia. A diferencia de los globos del tamaño de un campo de fútbol que normalmente se lanzan en los polos, cada uno tenía solo 27 metros de diámetro.

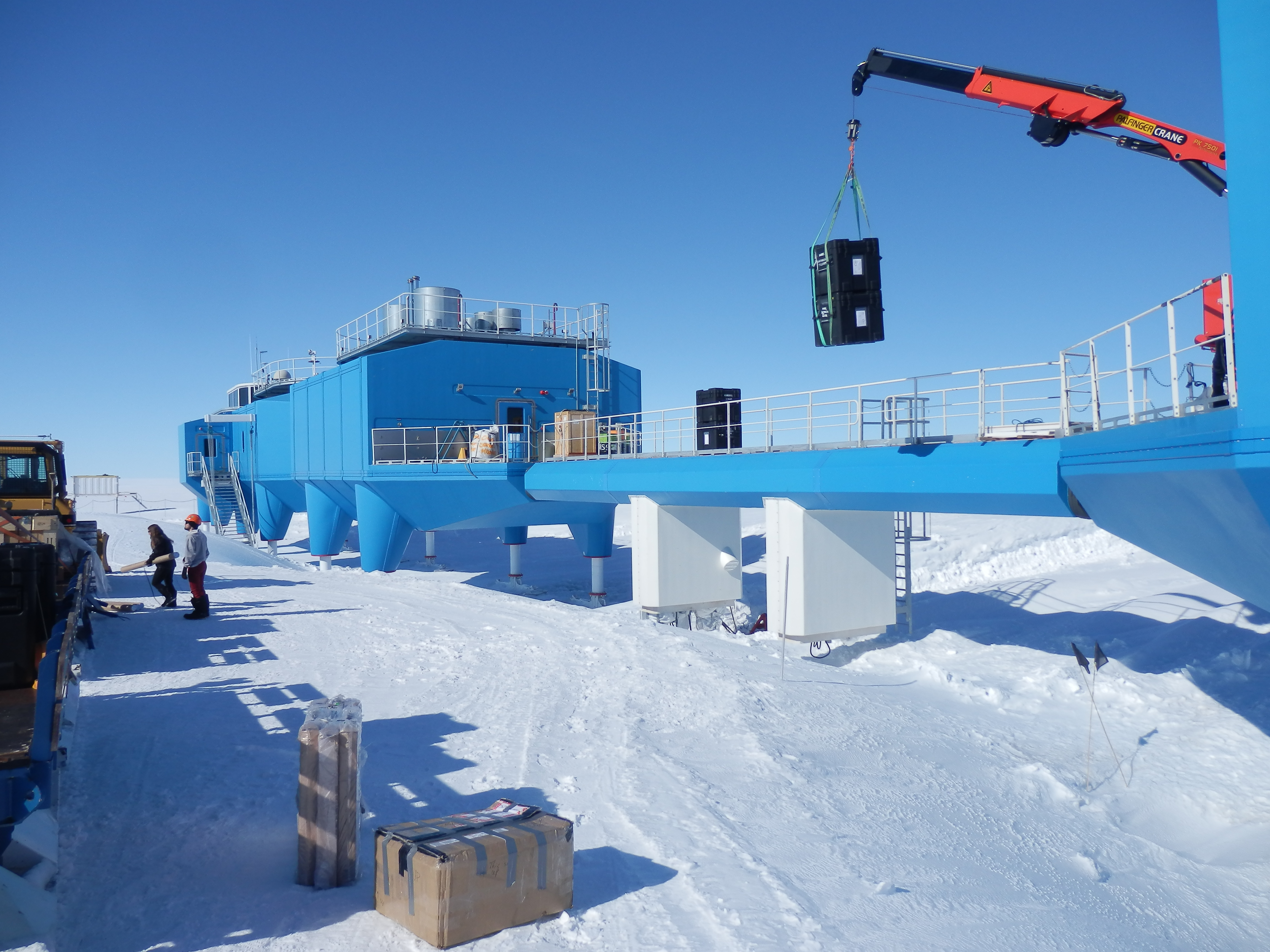
Una grúa baja dos cargas útiles de globos BARREL a la plataforma en la Base Halley en la Antártida.

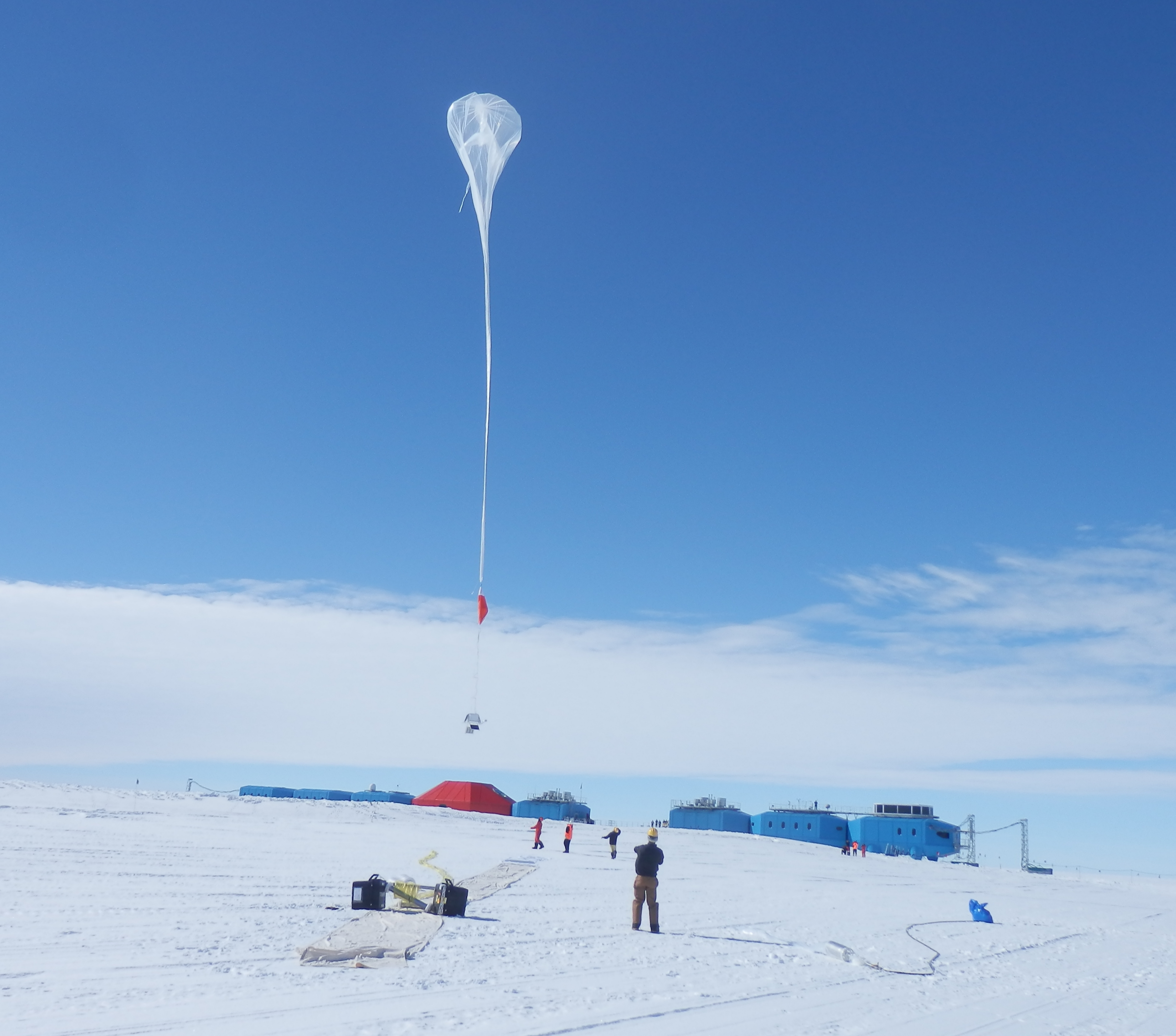
Un globo comienza a elevarse sobre la nueva estación de investigación Halley VI, que tuvo su gran inauguración en febrero de 2013.

El último globo se lanzó el 30 de agosto de 2016. Durante el programa BARREL, se construyeron un total de 45 cargas útiles de globos y se realizaron ocho vuelos de prueba y 55 vuelos científicos.

## Objetivos científicos
BARREL ayudó a estudiar los cinturones de radiación de Van Allen y por qué aumentan y disminuyen con el tiempo. Cada globo BARREL llevaba instrumentos para medir las partículas expulsadas de los cinturones que llegan a la atmósfera terrestre. Al comparar esos datos con los de las sondas Van Allen, que orbitan con los propios cinturones, las dos misiones intentaron correlacionar las observaciones en los cinturones de radiación con el número de partículas expulsadas. Esto se hizo para ayudar a distinguir entre varias teorías sobre las causas de la pérdida de electrones en los cinturones.

## Organización
La investigadora principal fue Robyn Millan en Dartmouth College. Las instituciones co-investigadoras fueron la Universidad de Washington, Universidad de California en Berkeley y Universidad de California en Santa Cruz. BARREL fue parte del programa Living With a Star de la NASA. La Fundación Nacional para la Ciencia, el Servicio Antártico Británico y el Programa Antártico Nacional de Sudáfrica prestaron apoyo a las campañas de globos antárticos.